# Claus Jacobi (Politiker)

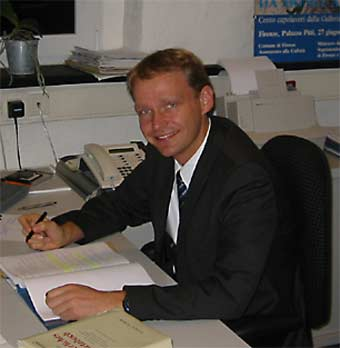
Claus Jacobi

Claus Jacobi (* 14. Dezember 1971 in Hagen) ist ein deutscher Kommunalpolitiker (SPD). Er ist seit 2004 Bürgermeister von Gevelsberg.

## Leben
Jacobi machte am Gevelsberger Gymnasium sein Abitur und studierte anschließend nach seinem Zivildienst, den er in einer Senioreneinrichtung in Gevelsberg absolvierte, Rechtswissenschaft an der Ruhr-Universität Bochum, wobei er sich schwerpunktmäßig mit Verwaltungsrecht beschäftigte.
Im Jahr 1987 trat er in die SPD ein und wurde nach den Kommunalwahlen in den Jahren 1994 und 1999 in seinem Wahlkreis jeweils direkt in den Rat der Stadt gewählt. Von 1999 bis 2004 führte Jacobi die SPD-Fraktion im Gevelsberger Stadtrat. In einer Stichwahl, die durch das Wahlergebnis von 48,7 Prozent im ersten Wahlgang notwendig wurde, wurde er am 10. Oktober 2004 mit 63 Prozent zum Bürgermeister der Stadt Gevelsberg gewählt. Im Jahr 2007 eröffnete er den von seinen Vorgängern geplanten und vor seiner Amtseinführung beschlossenen Bau des rund 400 Meter langen Engelbert-Tunnels unter der Südstadt von Gevelsberg.
Bei der Bürgermeisterwahl am 30. August 2009 wurde er mit 77,8 Prozent der abgegebenen Stimmen wiedergewählt. Im Jahr 2014 erhielt Jacobi 88,0 % der Stimmen und wurde erneut im Amt bestätigt. Bei der Bürgermeisterwahl am 13. September 2020 wurde Jacobi mit 87,1 % zum vierten Mal zum Bürgermeister gewählt.